# ستيت فارم
ستيت فارم (بالإنجليزية: State Farm)‏ هي مجموعة كبيرة من شركات التأمين والخدمات المالية في جميع أنحاء الولايات المتحدة ومقرها الرئيسي في بلومنجتون ، إلينوي .

## الشركات التابعة

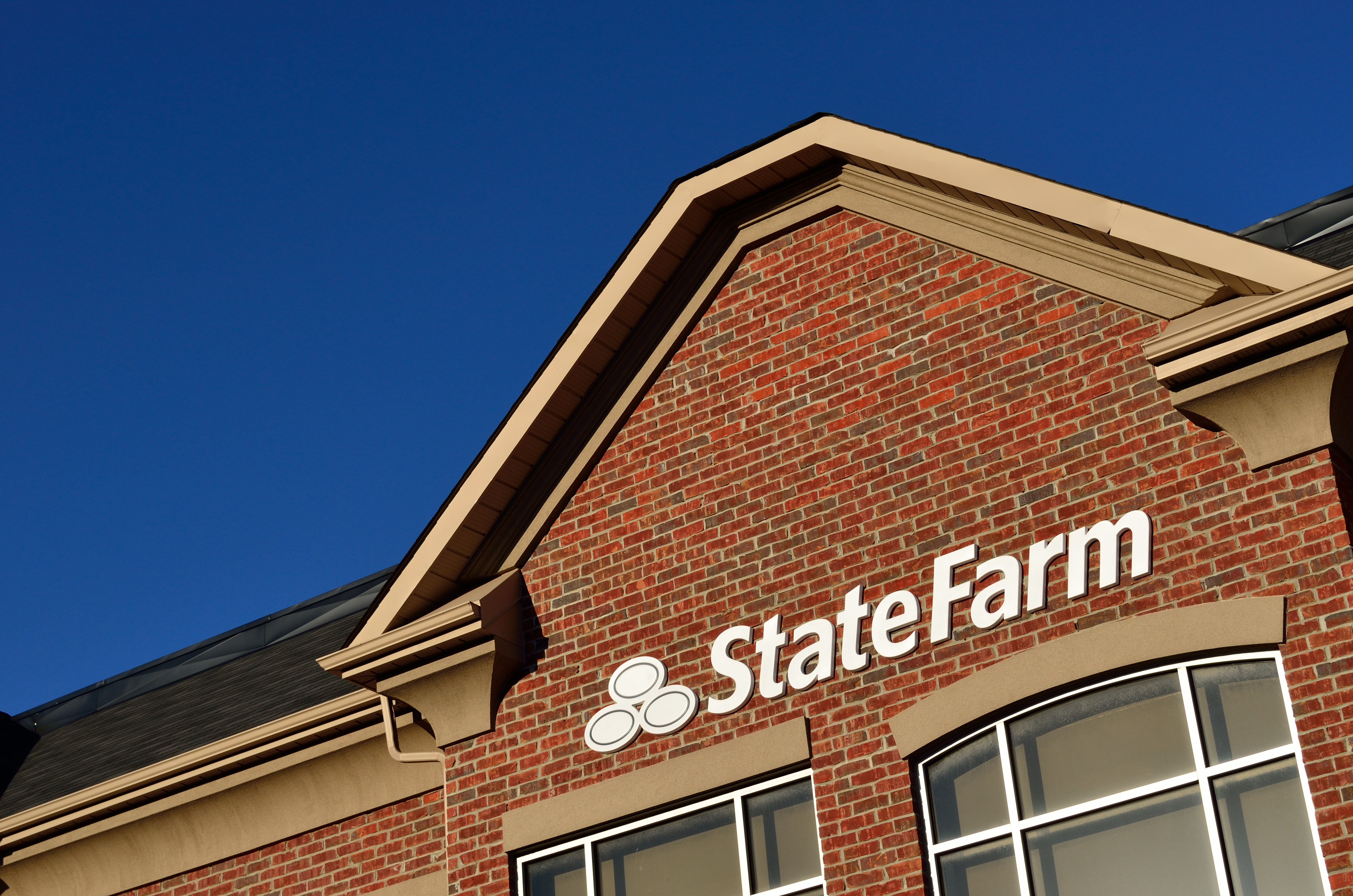
التأمين على المزارع الحكومية في أونتاريو.

شركة ستيت فارم للتأمين المتبادل للسيارات هي الشركة الأم لعدة فروع تابعة لشركة ستيت فارم المملوكة بالكامل :
- ستيت فارم للحرائق والإصابات
- شركة ستيت فارم للتأمين على الحياة
- شركة ستايت فارم لتأمين الحياة والحوادث
- ستيت فارم مقاطعة شركة التأمين المتبادل من تكساس
- شركة ستيت فارم للتأمين المتبادل في تكساس
- شركة تعويض المزرعة الحكومية / شركة ستيت فارم للضمان
- شركة المزرعة العامة للتأمين
- ستيت فارم فلوريدا للتأمين
- شركة دوفر باي للتأمين التخصصي [8]
- ستيت فارم لويدز
- بنك ستيت فارم
- ستيت فارم لإدارة الاستثمار
- ستيت فارم نائب الرئيس لإدارة كورب
- ستيت فارم للخدمات الدولية
- صناديق ستيت فارم
- صندوق ستيت فارم الاستئماني
- سادس شركة تأمين التأمين من كندا
- خدمات توظيف التأمين
- شركة ستيت فارم الدولية للتأمين على الحياة المحدودة
- شركة بلازا وان العقارية
- شركة ضمان المزرعة الحكومية
- الدولة مزرعة متغير المنتج الثقة
- امبرجاك المحدودة (العقارات) [9]

### سابق

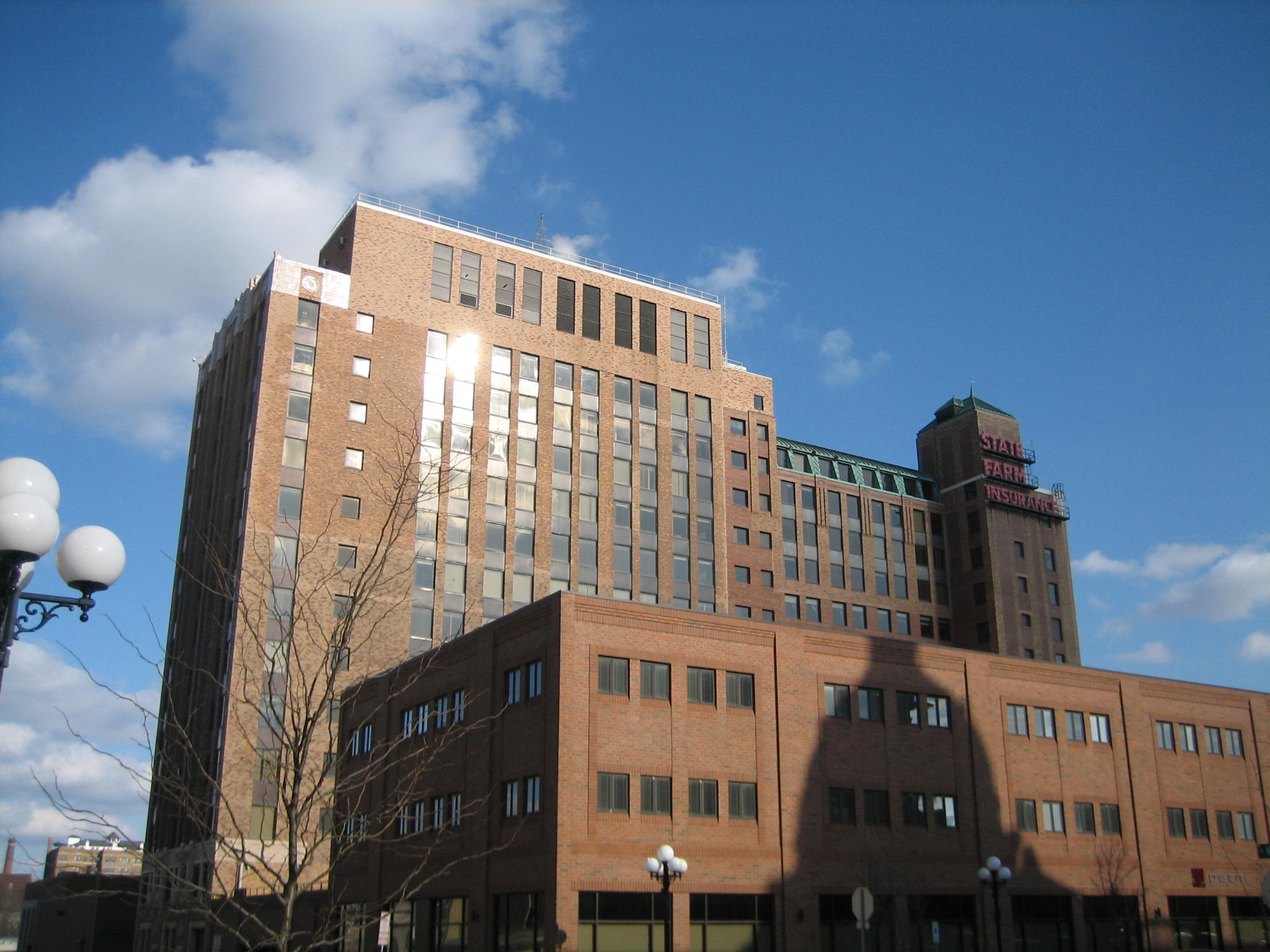
التأمين على المزارع الحكومية "مبنى النار" في وسط مدينة بلومنجتون ، إلينوي.

- تم نقل المزرعة الحكومية للتأمين الكندي - ومقرها أورورا ، أونتاريو إلى ديجاردان للتأمين في عام 2015 واستكملت بحلول عام 2019. ستندمج شركة ستيت فارم للتمويل كندا وستيت فارم لخدمات المستثمرين. في ديجاردان كذلك.

## روابط خارجية
- الموقع الرسمي

  - بنك الدولة الزراعية
  - مجلس الدولة الاستشاري للشباب
- الدولة المزرعة كندا : الآن ديجاردان وكلاء التأمين
- مركز الدولة للبحوث والتنمية في جامعة إلينوي